# Goniosoma roridum
Goniosoma roridum is een hooiwagen uit de familie Gonyleptidae.